# Чохели, Арчил
Арчил Чохели (23 июня 1971 или 23 мая 1971 — 29 августа 2012 или 1 сентября 2012) — грузинский самбист и дзюдоист, чемпион и призёр чемпионатов Грузии по дзюдо, чемпион и призёр чемпионатов Европы и мира по самбо, боец спецназа. Главный тренер сборной Грузии по самбо. В 2012 году погиб в ходе проведения спецоперации против боевиков.

## Биография
Неднократный призёр соревнований по самбо. В 2012 году стал главным тренером сборной Грузии по самбо. Помимо этого входил в состав спецназа полиции Грузии, имел звание майора специального оперативного центра полиции.
29 августа 2012 года погиб в ущелье Лопота в бою с боевиками, которые, по данным Грузии, проникли на территорию страны из Дагестана. Представители ФСБ РФ, в свою очередь, заявили, что «случаев пересечения дагестанского участка российско-грузинской государственной границы пограничной службой не зафиксировано». Впрочем, правоохранительные органы Дагестана признали, что боевики действительно проникли в Грузию с территории России. Помимо Чохели, в бою погибли ещё два спецназовца и 11 боевиков. На момент гибели ему был 41 год.
Похоронен 4 сентября в селе Галавани, на похоронах присутствовали представители власти, в том числе президент Грузии Михаил Саакашвили и глава МВД Бачана Ахалая.

## Спортивные результаты
- Чемпионат Грузии по дзюдо 1996 — ;
- Чемпионат Грузии по дзюдо 1997 — ;

## Память
4 сентября 2012 года был награждён орденом Вахтанга Горгасала I степени посмертно.
В 2016 и 2017 годах в Грузии в память об Арчиле Чохели проводились соревнования по самбо.